# Løfte, lufte og fordufte
|  | Denne artikel er oprettet af botten PalnaBot ud fra en ekstern database. Den kan derfor have sproglige fejl eller mangler. Denne skabelon kan fjernes efter kontrol af indholdet. |

Løfte, lufte og fordufte er en film instrueret af Sörine Gejl.

## Handling
For det elskende sind / Er her godt i min skygge / Hver en svævende vind / Er et budskab om lykke.